# آن پرون
آن پرون (به انگلیسی: Anne Preven) (زاده ۲۵ فوریه ۱۹۶۵) ترانه‌سرا، موسیقی‌دان و تهیه‌کننده موسیقی آمریکایی است. به عنوان عضوی از گروه آلترناتیو راک Ednaswap، او در نوشتن " ترن " مشارکت داشت که توسط لیس سورنسن (دانمارکی)، ترین رین (نروژی) و سپس ناتالی ایمبروگلیا (استرالیایی) که نسخه شماره یک آن در سراسر جهان شد. به عنوان ترانه‌سرا، پرون با برخی از هنرمندان برجسته صنعت موسیقی از جمله مدونا، بیانسه، کیتی پری، سیناد اوکانر، مایلی سایرس، دمی لواتو، جردین اسپارکس، زک براون گروه، پیناو، اندی گرامر، لی میشل، لات و وست لایف همکاری کرده‌است.
پرون در نیویورک متولد شد. پدرش دیوید پرون، روان‌پزشک در شهر نیویورک است و او در ۱۷ سالگی یک کارمند بهداشت روانی بود و زمانی را با نوجوانان افسرده گذراند. این تجربه «رشته‌های روان پریشی و عصبی» را در اشعار ترانه‌سرایی او و همچنین رشته تحصیلی او فراهم کرد.